# 杜悦
杜悦（と えつ、英語名：Selena Du）は米国ミスのれん。身長169cm。体重45kg。イタリアミラノ生まれ。

## 人物
幼い頃よりバレエ、声楽およびヴァイオリンを習った。外交官である父親の仕事関係で杜悦はアジア、欧州、米州の様々な国での生活を経験し、現在はアメリカ合衆国の大学で勉強している。
これまで様々なのインターナショナルビューティーコンテストに出場し、受賞を経験し、また、バラエティイベントで司会や映画への出演など芸能活動をした。
小さい頃に、将来の夢は人を助ける医者になることをもっていた杜悦は近年慈善事業活動に注力している。
「米国ミスのれん」を獲得した後、アフリカ、南米などの地域に赴き、当地の児童への慰問や自然災害で難民となった民衆へのサポートを行った。
杜悦が自分自身の努力で行った一連の公益活動は、国際社会に認められている。